# Phil Campbell
Phil Campbell, rodným jménem Philip Anthony Campbell, (* 7. května 1961, Pontypridd, Wales) je velšský kytarista. Narodil se ve městě Pontypridd na jihu Walesu a na kytaru začal hrát ve svých deseti letech. Zanedlouho začal vystupovat s prvními skupinami Contrast a Rocktopus; roku 1979 spoluzaložil skupinu Persian Risk. V roce 1984 sháněla skupina Motörhead nového kytaristu. Do nejužšího výběru se dostali Michael Burston a právě Phil Campbell. Skupina však sháněla jen jednoho člena, ale její frontman Lemmy nakonec, poté, co je uslyšel hrát společně, přijal oba. Se skupinou hrál až do roku 2015, kdy se po smrti Lemmyho rozpadla.

## Diskografie
- The Age of Absurdity (Phil Campbell and the Bastard Sons; 2018)
- Old Lions Still Roar (Phil Campbell; 2019)

S Motörhead
- Orgasmatron (1986)
- Rock 'n' Roll (1987)
- 1916 (1991)
- March ör Die (1992)
- Bastards (1993)
- Sacrifice (1995)
- Overnight Sensation (1996)
- Snake Bite Love (1998)
- We Are Motörhead (2000)
- Hammered (2002)
- Inferno (2004)
- Kiss of Death (2006)
- Motörizer (2008)
- The Wörld Is Yours (2010)
- Aftershock (2013)
- Bad Magic (2015)